# Чаплі (Дніпро)
Чаплі — колишнє робітниче селище, нині місцевість Дніпра у його Самарському адміністративному районі.

## Географія
Розташований на лівому березі Дніпра при впадінні у нього річки Шиянка. Історичні старі Чаплі положені на захід  від гирла Шиянки. Нові Чаплі лежать на схід від Шиянки.
На західних околицях Чаплів побудоване місто Придніпровськ у зв'язку з будівництвом Придніпровської теплової електростанції. Фактично Придніпровськ зайняв західні землі Чаплів.

## Археологія
Тут знайдений великий Чаплинський могильник Дніпро-донецької культури.

## Історія
У серпні 1635, повертаючись з походу проти Туреччини на чолі козацького (нереєстрового) війська, гетьман Іван Сулима зруйнував щойно збудовану польську фортецю Кодак на протилежному березі Дніпра, вдаривши з боку Чаплі. Він винищив її найману німецьку залогу з комендантом фортеці, французом Маріоном.
1886 року село Чаплі входили до Любимівської волості Новомосковського повіту. Тут мешкало 1521 особи. Тут було 256 подвірь, школа, слюсарня.

## Відомі особистості
Тут жив з 14 років український письменник Валер'ян Підмогильний, батьки якого переселились з Писарівки до панської економії у Чаплях.
В поселенні народились:
- Капустян Яків Сергійович (1890—1938) — український політичний діяч.
- Латай Макар Калістратович (1881—1949) — активіст українського культурного руху.
- Голова (з 2009 року) Запорізького обласного об'єднання Всеукраїнського Товариства «Просвіта» імені Тараса Григоровича Шевченка, Ткаченко Олег Валентинович народився у селі Чаплі, 21 квітня 1965 року

## Галерея

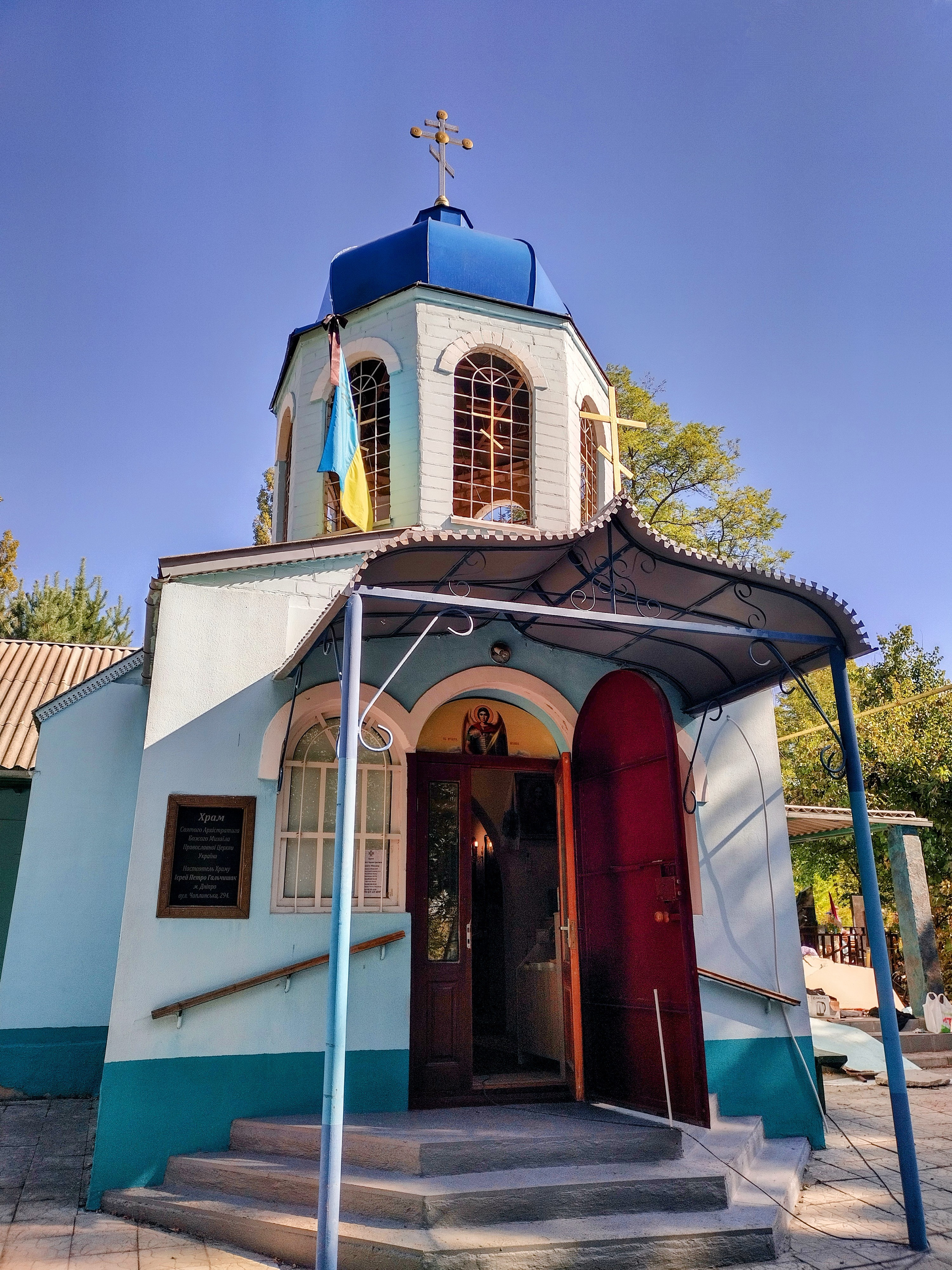
Храм Святого Архистратига Божого Михаїла ПЦУ
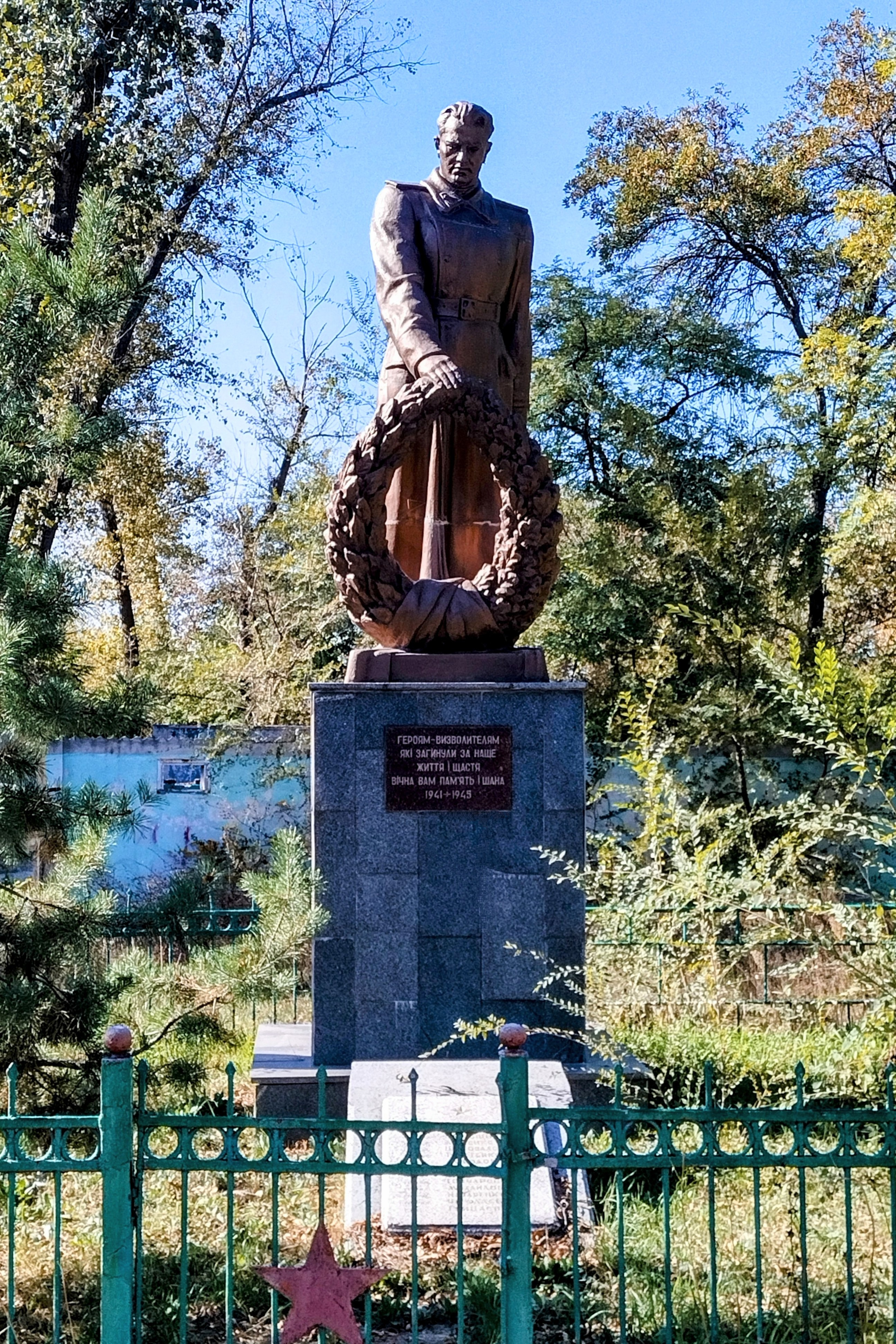
Меморіал загиблим воїнам під час Другої світової війни